# Halsjany
Halsjany (vitryska: Гальшаны) är en agropolis i Belarus.   Den ligger i voblasten Hrodna voblast, i den nordvästra delen av landet, 110 km väster om huvudstaden Minsk. Halsjany ligger 202 meter över havet och antalet invånare är 5 000.

## Natur och klimat
Terrängen runt Halsjany är platt. Närmaste större samhälle är Asjmjany, 18,7 km norr om Halsjany.
I omgivningarna runt Halsjany växer i huvudsak blandskog. Runt Halsjany är det ganska glesbefolkat, med 29 invånare per kvadratkilometer.